# Пярнуское шоссе
Пя́рнуское шоссе, также Пя́рну ма́антеэ (эст. Pärnu maantee) — улица в Таллине, Эстония.

## География
Начинается у площади Виру. Первая по протяжённости улица города — 14,078 км. Имеет самую большую нумерацию домов. Пролегает через городские районы Кесклинн (микрорайоны Ваналинн, Сюдалинн, Татари, Тынисмяэ, Уус-Мааильм, Веэренни и Китсекюла), Кристийне (микрорайон Ярве) и Нымме (микрорайоны Лийва, Рахумяэ, Нымме, Хийу, Кивимяэ и Пяэскюла).
Часть автомагистрали E67 (Via Baltica).

## История
Проходит по древней дороге из Таллина в Пярну.
С середины 1930-х годов застраивалось по специально разработанным градостроительным планам, здесь были построены первые эстонские «небоскрёбы» (1934).
В начале ХХ столетия улица носила названия Большая Перновская улица и Перновская улица. Использовалось также название Рижская улица (нем. Rigische Straße). Во время немецкой оккупации (1941—1944) улица называлась по-немецки — Pernausche Straße.
После окончания Великой Отечественной войны в старой части шоссе были возведены новые здания — кинотеатр «Космос» (1964), жилой дом колхоза имени Кирова (1977), Дом печати (1972), а также несколько пятиэтажных жилых домов.
В 1964—1965 годах шоссе расширили от перекрёстка с улицами Комсомоли и Виктора Кингисеппа до Таллинского фанерно-мебельного комбината. На участке шоссе за виадуком через железную дорогу была снесена бо́льшая часть деревянной жилой застройки, её сменили многоквартирные четырёх-пятиэтажные дома, а далее к городской черте — новые корпуса ряда промышленных предприятий: Электротехнического завода им. Пегельмана, фабрики «Kalev», Экспериментальной лыжной фабрики «Динамо», Таллинского комбината молочных продуктов, ПО «Силикат», предприятия «Кооператор» и др.
В 2014 году завершена реконструкция шоссе между площадью Вабадузе и улицей Тонди.

## Застройка и достопримечательности
- дом 2 — Башня Хинке, часть памятника архитектуры (XIII—XVIII вв.);
- дом 5 — Эстонский драматический театр,  памятник архитектуры (1910 год)[8];
- дом 6 — жилой дом с коммерческими помещениями,  памятник архитектуры (1933 год)[9];
- дом 10 — бывшее здание Общества взаимного кредита,  памятник архитектуры (1912 год, архитектор Элиэль Сааринен). С 1953 года в нём располагается Министерство культуры Эстонии[10];
- дом 12 — посольство Греции;
- дом 45 — кинотеатр «Космос»,  памятник архитектуры (1962 год)[11];
- дом 59 — здание построено в 2022 году, в нём разместилась Таллинская школа музыки и балета, объединившая в себе три школы: Таллинскую Музыкальную среднюю школу, Таллинскую Балетную школу и Таллинскую музыкальную школу имени Георга Отса[12];
- дом 67 — Таллинский дворец бракосочетаний,  памятник архитектуры (1910 год)[13];
- дом 67А — Дом печати[14][15];
- дом 69 — здание Фанерно-мебельной фабрики А. М. Лютера,  памятник архитектуры (1919 год)[16];
- дом 326 — офисно-жилой дом и кинотеатр «Kahrode»,  памятник архитектуры (1933 год)[17].

- Пярнуское шоссе
- Дом 2
- Дом 5
- Шоссе после перекрёстка с бульваром Эстония
- Дом 12, торгово-офисное здание
- Дом 15, бизнес-здание
Kawe Plaza
- Дом 59, Таллинская школа музыки и балета
- Дом 67
- Дом 69, фабрика Лютера
- Пярнуское шоссе в микрорайоне Нымме
- Дом 326